# بركة بنت عامر
بركة بنت عامر بن ابراهيم العسيري زوجة عبد العزيز آل سعود الثامنة عشرة، ووالدة الأمير مقرن بن عبد العزيز آل سعود. سعودية الأصل من قبائل عسير من رجال ألمع. تُوفيت في 22 أغسطس 2018. وأُقيمت صلاة الجنازة في جامع الإمام تركي بن عبد الله في مدينة الرياض.